# Campionato svizzero di hockey su ghiaccio 1932-1933

## Campionato Internazionale

### Partecipanti
Château-d'Œx · 
 Davos · 
 Akademischer EHC Zürich · 
 Grasshopper Club · 
 Lycée Jaccard · 
 Rosey-Gstaad · 
 St. Moritz · 
 Star Lausanne · 
 Zürcher SC

### Verdetti
| Campionato Internazionale 1932-1933 |
| ----------------------------------- |
| Grasshopper Club                    |

## Campionato Nazionale

### Partecipanti
Château-d'Œx · 
 Davos · 
 Grasshopper Club · 
 St. Moritz · 
 Zürcher SC

### Verdetti
| Campionato Nazionale 1932-1933 |
| ------------------------------ |
| Davos                          |